# Samarca Nouă, Bârzula
Samarca Nouă (în ucraineană Новосамарка, transliterat: Novosamarka) este un sat în comuna Ocna din raionul Bârzula, regiunea Odesa, Ucraina.
În trecut a fost un sat cu o numeroasă comunitate moldovenescă (românescă) – 20% din populație, conform recensământului sovietic din 1926; fiind însă asimilat în prezent. 

## Demografie
Componența lingvistică a localității Samarca Nouă
     Ucraineană (86,97%)
     Română (7,66%)
     Rusă (3,08%)
     Alte limbi (0,4%)
Conform recensământului din 2001, majoritatea populației localității Samarca Nouă era vorbitoare de ucraineană (86,97%), existând în minoritate și vorbitori de română (7,66%) și rusă (3,08%).